# Strafbare deelneming
Strafbare deelneming naar Belgisch strafrecht is de betrokkenheid bij een misdrijf hetzij als mededader hetzij als medeplichtige (artikelen 66-69 van het Strafwetboek). Deelneming is alleen strafbaar op de wijze door de wet bepaald. Wetens en willens gehandeld hebben is een essentiële vereiste.

## Soorten strafbare deelneming

### Mededader
Mededaders zijn diegenen die het misdrijf mee hebben uitgevoerd, of een noodzakelijke/onmisbare rol hebben vervuld bij het plegen ervan, of die ertoe hebben aangezet. Zij worden als daders bestraft. Volgens het Hof van Cassatie hebben de termen 'dader' en 'mededader' dezelfde betekenis.
In de praktijk worden deelnemers bijna altijd gekwalificeerd als mededaders.

### Medeplichtige
Medeplichtigen zijn diegenen die een bijkomstige rol hebben gespeeld: ze hebben inlichtingen of wapens of andere nuttige hulp verschaft. Voor wat betreft de medeplichtige, is er een verschil in strafmaat tussen een misdaad en een wanbedrijf. Voor een misdaad ligt de straf een graad lager. Voor een wanbedrijf is de straf maximum twee derden van de straf van de dader.